# Федот Елчан
Федот Елчан — российский дипломат, дьяк посольского приказа Русского царства XVII века, первый русский посол в Мегрельское княжество (Дадианскую землю, 1639, ныне Мегрелия в современной Грузии).
Кроме обычных посольских поручений, Ф. Елчану велено было насаждать православную веру среди жителей Дадианской земли. Так как владетельный князь (мтавар) Леван II Дадиани принял русского посла очень холодно, то Елчан успел лишь ознакомиться со страной и с бытом её жителей; его статейный список является первым русским историческим источником об этой земле (хотя в статистическом списке его спутника, священника Павла, больше сведений относительно религии).